# Yazd

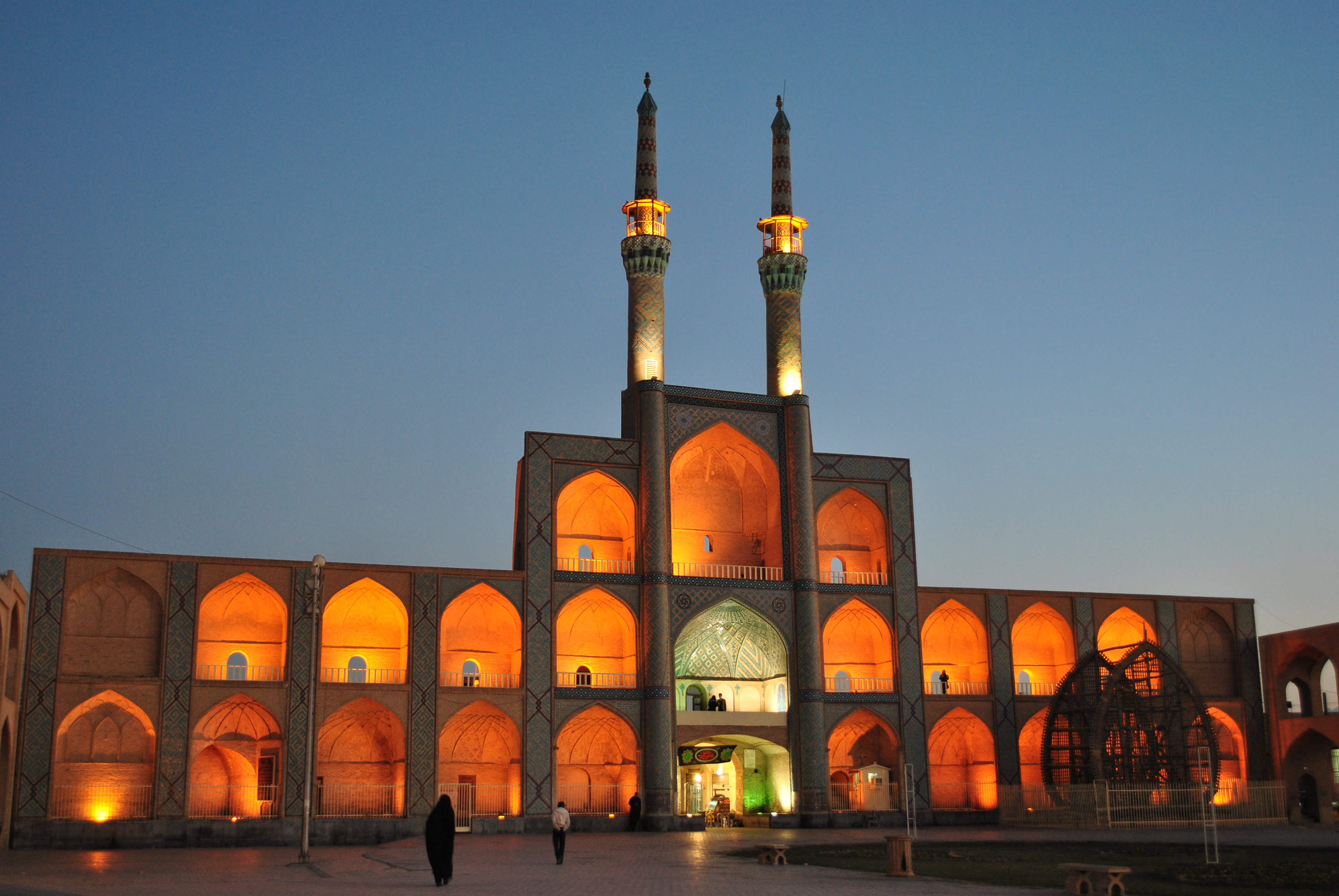
Takyeh Amir Chakhmagh

Yezd o Yazd (Persa: یزد, Yezd) és una ciutat de l'Iran central, capital de la província de Yazd o Yazd, i el centre de la cultura zoroastriana (al segle xix restaven unes 200 famílies a la ciutat i unes 640 a la comarca, practicant aquesta religió, en contacte amb els seus correligionaris de l'Índia, que a final de segle van augmenar arribant a entre 7 i 10.000). Es troba a uns 270 km al sud-est d'Esfahan. Al cens de 2006 apareix amb una població de 423.006 habitants. La seva arquitectura és única; les regions que la rodegen són desèrtiques. És coneguda a tot l'Iran per l'alta qualitat de la seva artesania, especialment teixits de seda, i per les seves tendes de dolços. El juliol de 2017 fou reconeguda com a Patrimoni de la Humanitat per la UNESCO.

## Administració
A l'inici de l'islam va formar part del districte d'Istakhr a la província de Fars; llavors portava el nom de Katha. Després de la invasió mongola va ser part del Jibal i després del Kirman; sota els safàvides fou un districte dependent directament del govern central. Al segle xix quan Zill al-Sultan estava al zenit del seu poder, era part de la província d'Esfahan, però en caure en desgràcia el 1888, en va quedar separada fins al 1890 quan fou retornada a Zill, per separar-se poc després; li foren incorporats alguns districtes de Kirman i Fars i va formar una província que al segle XX tenia 76.156 km² i set comtats (shahristan): Yedz, Ardakan, Bafk, Taft, Abarkuh, Mihriz i Maybud. Al segle XXI els comtats són deu: Abarkuh, Ardakan, Bafk (Bafgh), Khatam, Mehriz (Mihriz), Meybod (Maybod), Sadough, Tabas, Taft i Yedz (Yadz).

## Història

### Història antiga
Sota l'imperi mede és esmentada com Ysatis o Issatis. Sota els sassànides fou un centre zoroastrià. Es diu que el nom derivar de Yazdegerd I, un rei sassànida, o de Yazdegerd III, el darrer sassànida que hauria viscut dos mesos a la ciutat el 642 abans de marxar a Nixapur (on va arribar el 651); l'historiador Ahmad ibn Husayn al-Katib diu que va enterrar el seu tresor en tres pous de la regió i un d'ells hauria estat trobat per l'atabeg Izz al-Din Langar (11194 a 1207/1208) i un altre fou trobat per algun habitant de la ciutat sota el timúrida Iskandar ibn Umar Shaykh (que fou governador de Yazd el 1405-1406, però els fets semblen ser llegendaris. Després de la conquesta musulmana molts zoroastrians van fugir però la ciutat va restar per un temps en gran part zoroastriana fins que l'islam es va imposar.

### Domini musulmà
Umar ibn Mughira fou el primer governador sota el califa Uthman ibn Affan; s'hi van instal·lar àrabs dels Banu Tamim; si fou llavors quan la majoria va esdevenir musulmana no es pot afirmar, però sembla que fou més aviat de manera progressiva. Sembla que llavors depenia de la província de Fars. Abans del 750 els partidaris d'Abu-Múslim i els abbàssides van derrotar el governador omeia Abu-l-Alà at-Tawkí i va agafar el control de la regió. Tot i així és poc esmentada durant el califat abbàssida i el sultanat buwàyhida.

### Seljúcides i kakúyides
És en temps dels seljúcides a partir de la meitat del segle xi quan comença a tenir un paper. Diverses històries locals relaten fets de la ciutat i regió d'aquest temps, però foren escrites més tard i no són fiables. Quan Toghril Beg I va ocupar Esfahan al kakúyida Abu Mansur Faràmurz (1051) i va establir allí la seva capital, va cedir en feu a Maraburz les comarques d'Abarkuh i Yazd, que ja eren abans dominis kakúyides (el 1030 hi va encunyar moneda el kakúyida Alà-ad-Dawla Muhàmmad, amb el nom del califa al-Qàdir). La cronologia dels governants kakúyides de Yazd és incerta, ja que C. E. Boshworth, el major expert, que ha analitzat amb detall totes les dades conegudes, no ha aconseguit establir-la; més o menys seria la següent:
- Zahir al-Din Shams al-Muluk Abu Mansur Faràmurz ibn Muhàmmad 1051-1063/1070
- Muayyid al-Dawla Adud al-Din Alí ibn Faràmurz 1063/1070-1095
- Garxasp ibn Alí 1095-1141
- Fulana I i Fulana II (juntes) 1141-1161

Els kakúyides foren ben tractats pels seljúcides. Faràmurz, que va construir un palau, una mesquita i una muralla a Yazd, va acompanyar a Toghril Beg I a Bagdad el 1063 per anar a recollir a la seva futura esposa, la filla del califa. El seu fill Ali es va casar vers 1076/1077 amb Arslan Khatun filla de Čaghri Beg, que era vídua del califa al-Qàïm (+ 1075). Yadz va prosperar sota el seu govern i van sorgir diverses viles a l'entorn. Sota Garxasp ibn Alí va participar al costat del sultà Sanjar a la batalla de l'estepa de Katwan (1141) on va morir. Les seves dues filles van governar conjuntament a Yazd, i sota Arlan ibn Toghril (1161-1176) els va designar un atabeg, Rukn al-Din Sam ibn Langar que es va casar amb una de les dues filles. Es diu que per la seva incompetència fou substituït pel seu germà Izz-ad-Din Jàfar ibn Muhàmmad Langar, però aquesta incompetència fou detectada molt de temps després perquè va agafar el poder el 1193/1194 (fins a 1207/1208).

### Atabeks de Yadz
Vegeu: Atabegs de Yazd
Yazd va seguir prosperant. Les dues princeses van fer nombroses obres de caritat. El 1207/1208 Vardanruz o Wardanzir ibn Jàfar va succeir al seu pare com atabeg; va regnar uns 12 anys sense cap esdeveniment notable i el va succeir (1218/1219) el Kutb al-Din Muyhi al-Din (Izz al-Din ?) que va fer noves construccions i va seguir la prosperitat. A la seva mort el 1228/1229 el va seguir el seu fill Mahmud Shah (1228/1229-1241/1242 o 1251/1252) i després el fill d'aquest Salghur Shah I (1241-1242). Aquest darrer va enviar una oferta de submissió a Hulagu que li va atorgar la investidura; el va succeir el seu fill Taki o Taga Shah (1252-1271/1272) que va regnar uns vint anys. El va succeir el seu fill Ala al-Dawla I o Ala al-Din I (1271/1272-1274/1275) sota el qual va visitar la ciutat Marco Polo (1272) i es va produir la gran inundació de 1274/1275; el atabeg es va afectar tant per la desgracia, que es va morir al mateix mes i va ocupar el seu lloc el seu germà Yusuf Shah (1274/1275-vers 1294). El kan Baydu va concedir (1295) els impostos al general Amir Nawruz i el govern de Yazd al seu fill Sultan Shah que segons l'historiador Ahmad ibn Husayn al-Katib era fill de la princesa Sultan Nasab Khatun (filla d'Ala al-Dawla) però sembla que al-Katib es salta una generació; en tot cas no consta que Sultan Shah hagués exercit mai el govern de manera efectiva. Després d'uns fets coneguts per alguns relats (que varien en els detalls), el amir (general) Idadji va entrar a Yazd que es va sotmetre; va respectar a la població de Yazd però va annexionar el territori directament als dominis de l'Il-kan, sota un daruqa nomenat per Ghazan (no abans de 1295). Segons l'historiador Muini, Yusuf fou capturat al Khurasan i portat davant Ghazan a Tabriz, i finalment fou perdonat, però després va refusar a acompanyar al kan a la campanya de Síria (1299) i fou executat; el mateix Muini diu que va deixar dos fills, Ala al-Dawla i Salghur Shah, que van morir com atabegs a Yazd però en moments en què havien caigut en desgràcia (1318). Hajji Shah, un fill de Yússuf (que podria ser un dels dos esmentats abans) va ser enderroc el 1318 per una aliança entre muzaffàrides i indjúides i el 1319/1320 Mubariz al-Din Muhammad ibn Muzaffar fou reconegut com a governador de Yazd en nom d'Abu Said Bahadur Khan.

### Muzaffàrides
A la mort d'Abu Said Bahadur Khan el 1335, Yazd fou teatre de diverses operacions (sembla no obstant que el nombre de soldats que hi participaren fou reduït); el 1350 el injúida Abu Ishak va assetjar a Mubariz a Yazd però fou rebutjat i en la retirada va assolar el territori i va destruir les comunicacions (camins); bloquejada per la neu o la pluja i sense poder rebre aliments de la zona rural, la fam va afectar Yazd; però Mubariz al-Din va aconseguir establir la seva supremacia i dominava la zona el 1353. Les lluites internes entre muzaffàrides van enfonsar la dinastia; Mubariz fou deposat pels seus fills el 1358 i les lluites van continuar.
Tot i això Yazd, que havia patit decadència al final dels atabegs i al començament dels muzaffàrides, va reviscolar i tornava a ser pròspera; es van construir kans, madrasses i mesquites. Per molt de temps fou un feu de Shah Yahya, nebot de Shah Shuja. El 1387 Tamerlà el va confirmar en la possessió de Yadz i com a cap de família. Quan el 1388 Timur va sortir del país (al rebre notícies de Transoxiana) va nomenar a Shah Yahya (ara el cap de família) com a governador de Siraz i Fars i al seu fill gran Muhammad ibn Shah Yahya li va concedir Esfahan; va confirmar a Ahmad ibn Shah Shuja el Kirman i a Abu Ishaq Sirjan erigit en principat i amb dret hereditari per a ell i els seus successors. Shah Yahya conservava a més a mes Yadz; Xah Mansur retenia Khuzestan. Les coses ja no seguien igual quan Tamerlà va tornar el 1393: el 1389 a Esfahan, Muhammad havia estat expulsat per Zayn al-Abidin Ali i a Fars i Siraz, Xah Yahya havia estat expulsat per Xah Mansur. D'altra banda Xah Yahya s'havia apoderat del principat d'Abarkuh, governat per Pahlawan que fou capturat i executat. El 1392 Xah Mansur es va apoderar d'Esfahan i Zayn al-Abidin, capturat en la fugida, fou entregat a Xah Mansur que el va fer cegar. Dues vegades va portar el seu exèrcit fins a les portes de Yadz; la primera vegada, després de devastar la comarca, va marxar cap al Kirman; la segona la mare de Shah Mansur i de Shah Yahya va intervenir i va evitar la guerra i Mansur va retornar a Shiraz. Shah Yahya ibn Shah Muzaffar, com altres membres de la família, va construir alguns edificis, destacant el basar Sultan Ibrahim (construït pels fills de la germana de Shah Yahya) i el basar Khatun (al costat de la gran mesquita, construït per la mare de Shah Yahya). Rukn al-Din va fer construir el basar Dallalan.

### Timúrides
El 1393 les forces de Tamerlà van ocupar Yadz i Abarkuh (com també la resta de dominis muzaffàrides); els prínceps muzaffàrides es van sotmetre i foren executats (excepte dos fills de Shah Shudja que ja havien estat cegats anteriorment un per orde del mateix Shah Shudja i un altre per Shah Mansur). El govern del Fars, incloent Yazd, fou concedit a Umar Shaykh, fill de Tamerlà, i el govern de Yadz pròpiament fou assignat a Temuke Kutxin; el d'Abarkuh va passar a Lalam Kutxin Umar Xaikh va morir el gener del 1394 quan anava a Samarcanda on havia estat cridat i el govern va passar al seu fill Pir Muhammad ibn Umar Shaykh.
El governador de Yadz, Temuke Kutxin el 1396 va anar al camp imperial i va deixar lloctinents al càrrec de la ciutat. Sultan Muhammad ibn Abu Said, fill d'Abu Said Tebesi (descendent d'un servidor de la família mongol d' Abdallah ibn Mulai que mentre havia aconseguit fer-se independent al Kuhistan del sud amb seus a Raqa i Halvan, disposant del comandament d'algunes tropes de Khurasan (província mongola) que abans havien servit als muzaffàrides, va concebre la idea de revoltar-se; va matar el lloctinent deixat per Temuke Kutxin i a altres oficials (una part va poder fugir) i va agafar el poder a Yadz; va tenir la sort que hi havia les rendes de dos anys pendents de trasllat al diwan de Timur i una quantitat enviada per comprar catifes per les reines, per lo que va disposar d'una notable quantitat de diners que va poder repartir entre els que el seguien i va poder equipar als seus amb vestits confeccionats per artesans locals. El príncep Pir Muhammad ibn Umar Shaikh, governador de Fars (amb Esfahan i Yadz i indirectament Kirman) va sortir de Shiraz amb un exèrcit per posar ordre; també va rebre ajut del governador de Khurasan (amb Kuhistan) i es va posar setge a Yadz. Timur en fou informat i va enviar al seu net el príncep Pir Muhammad ibn Jahangir junt amb l'amir Timur Khoja (fill d'Ak Bugha) i altres a Yadz; però abans d'arribar va rebre una contraordre: com que no hi havia prou herba pels cavalls a la zona de Yadz, les seves muntures es quedarien a Kiojek, al districte d'Esfahan i els soldats anirien a peu a Yadz; així es va fer i els assetjants van augmentar el nombre i donaven dos assalts diaris a la ciutat.
Yadz fou finalment sotmesa (1396) i es va haver de rendir per manca de provisions. Trenta mil habitants van morir de gana. Els habitants que van sobreviure foren perdonats ja que no havien tingut part en la revolta ni s'hi podien oposar; els rebels van intentar fugir per un pas subterrani, però foren detectats i perseguits. El cap rebel Muhammad ibn Abu Said va ser mort a Mehridgerd (Isfarayin) i altres caps foren morts a cops d'espasa o cremats vius. Timur va donar ordre de no fer res als habitants, no saquejar la ciutat i no cobrar contribució i hi va enviar al que havia estat governador fins a la revolta, Temuke Kutxin, amb ordre d'impedir cap saqueig; fins i tot se’ls va perdonar les taxes endarrerides perquè a causa de la revolta les tendes havien tancat i hi havia moltes cases buides per la mort de tots els que les ocupaven. Yazdi diu que la ciutat es va recuperar ràpid per l'eficàcia dels seus governants. Una fam horrible hauria afectat la ciutat i haurien mort 30.000 persones (segons l'historiador Ahmad ibn Husayn al-Katib), però després els timúrides hi van fer noves edificacions i fortificacions acabades el 1396/1397
El 1403 Yusuf Jalil era daroga de la vila de Yadz. El 1405/1406 Pir Muhammad ibn Umar Shaykh, governador del Fars, va anar a Yazd i va fer alguna construcció al fort i la muralla (on va afegir una rasa o fossà). Sota Shah Rukh es van nomenar governadors a Yazd dels quals el més conegut és Djalal al-Din Çakmak que ho fou del 1427/1428 al 1446/1447 sota el qual la ciutat va viure un període de pau. Amb la seva dona Bibi Fàtima i el seu fill Amir Shams al-Din Muhammad Mirak, va construir nombrosos edificis civils i religiosos tant a la ciutat com a l'entorn amb diversos awkaf (singular wakf) pel seu manteniment; destaca la nova gran mesquita al barri de Bas Dahuk, ricament dotada, construïda entre 1436 i 1438; diversos edificis van ser construïts a la rodalia de la gran mesquita; l'estabilitat del moment també va impulsar construccions particulars.
Al govern del Fars Pir Muhammad va fer alguns canvis: Abd al-Rahman Iltxikdai (governador o daroga de Yadz) i Sultan Mahmud (daroga d'Abarkuh) van rebre robes d'honor i foren substituïts per Malik Isxetberdar i Timur Velik als quals van entregar les claus i els tresors locals sense cap oposició. Foren admesos a la cort de Siraz entre els principals amirs. Iskandar i Pir Muhammad van acordar enfrontar al seu cosí a Esfahan. Pir Muhammad va concedir el govern de Yadz a Iskandar que hi va enviar a Bikesi Sultan i ell va marxar en persona a Esfahan però després va marxar a Yadz
Per raons no ben explicades el 1407 Pir Muhammad es va presentar a Yadz amb les seves forces, va detenir a Iskandar i el va carregar de cadenes; Yadz va quedar sota control d'oficials de Pir Muhammad que es va emportar també tot el botí que Iskandar havia fet.
La primavera del 1409 el daroga de Yadz es va revoltar i va fer arrestar als amirs Abd al-Samad i Tahir. Va confiscar el bens de Begh Mulk Agha, l'esposa d'Iskandar, a la que va expulsar de Yadz; Iskandar va enviar a tres amirs a assetjar Yadz. Els amirs de Yadz, que havien servit a Pir Muhammad, i els d'Iskandar (els principals Sadik, Kayumurz, Bayan i després Halbanxah) es van enfrontar a la rodalia de Yadz i els segons van obtenir la victòria.- Els victoriosos generals d'Iskandar van assetjat Yadz. La ciutat va arribar a l'últim extrem i finalment els habitants van alliberar al general Abd al-Samad (que estava presoner a Yadz) i el van enviar a negociar i poc més tard també van alliberar al general Tahir (també presoner) però sense poder sortir de la ciutat. El cap dels rebels de Yadz, amir Abu Bakr va resignar el comandament en favor de Tahir, que va aprofitar l'ocasió per convidar als assetjadors a entrar a la ciutat. Iskandar en va nomenar governador a l'amir Yusuf Khalil
El 1414 Xah Rukh va sortir de Siraz i es va dirigir a Yadz. No s'esmenta cap activitat especial en aquesta ciutat ni tampoc després al Kuhistan, on diu que va travessar el desert.

### Turcmans
El 1453 els kara koyunlu van prendre el control de la zona i de quasi tota Pèrsia. El 1454 va patir una nova fam seguida d'una epidèmia de pesta el 1455 i unes inundacions el 1456. Les lluites foren freqüents en la segona meitat del segle xv. Els ak koyunlu van ocupar el lloc dels kara koyunlu. L'economia local se'n va ressentir d'aquestes lluites però el comerç amb l'Índia, després important, va veure els seus primers passos.

### Safàvides
El 1501 Ismail Shah va ser coronat xa safàvida a Tabriz però Yazd no fou ocupada fins al 1504. Llavors va esdevenir una província amb governadors (wazir) designats pel govern central. Gairebé tot el període safàvida, Yazd fou una dependència directa del govern central (administració khassa); pocs wazirs foren nadius de la regió (ho foren Mirza Khalil Allah, de Bihabad prop de Bafk, nomenat el 1624/1625). Al final del segle xvii la seguretat va declinar i els balutxis van començar a assolar Kirman arribant fins a Yazd.

### Ghilzai i Nadir Xah
Mahmud ibn Mir Ways Ghilzay va sortir de Kandahar per atacar als safàvides; després d'un setge sense èxit a la ciutat de Kerman, va avançar sobre Yazd (febrer de 1722), que li va tancar les portes i l'atac fou rebutjat; les pèrdues patides van decidir a Mahmud a aixecar el setge i atacar Esfahan i va derrotar l'exèrcit safàvida a Gulnabad, amb el qual gairebé els afganesos es van assegurar el poder a gran part de Pèrsia. Yazd fou assetjada diverses vegades.
Derrotats els afganesos per Nadir Khan (després Nadir Shah), Isa Khan, governador afganès de Yadz, va fugir i Nadir Khan prengué el control de la ciutat i tota la regió; llavors foren nomenats governador afshàrides. És possible que Yazd hagués gaudit de l'exoneració fiscal decretada per Nadir a la tornada de la campanya a l'Índia (1738/1739), però en tot cas fou de curta durada. El 1747 va morir Nadir Shah i el governador afshàrida de Yazd va fugir. Adil Shah, nebot de Nadir, va enviar a la ciutat a Alam Khan amb el càrrec de governador, però les seves extorsions van provocar una revolta i el 1748 Muhammad Taki Khan Bafki va sortir de Bafk cap a Yazd amb 70 fusellers i després d'un setge de tres o quatre dies, Alam Khan va fugir cap al Khurasan i Taki Khan va quedar amo de la ciutat, rebent un rakam de Shah Kuli Mirza, net de Nadir Shah, que havia succeït als seus parents Adil Shah i Ibrahim.

### Zand i Qajars
Va governar durant 52 anys tant sota els afshàrides com després sota els zand i finalment sota els qajars. En tots aquests anys va ser atacada alguna vegada per bàndols en conflicte o per recaptació. El 1765 Karim Khan Zand es va apoderar de la major part de Pèrsia i els seus delegats van anar a recaptar impostos; els seus successors van atacar la ciutat més d'una vegada sempre per recaptar impostos. El 1800 va morir Taki Khan i el va succeir el seu fill Ali Naki que va fer moltes obres de caritat a la ciutat i rodalia. Els qajars van enviar els seus governadors a Yazd, alguns prínceps de la dinastia, i rarament una persona nativa de la zona.
El governador qadjar més notable fou Muhammad Wali Mirza (1821-1828) que va fer construccions i reparacions. Sota el seu govern va retornar la prosperitat. Durant la guerra russo-persa de 1826-1827 el país va entrar en desordre i en absència del governador Wali Mirza (que havia anat a Teheran), es va revoltar Abd al-Rida Khan ibn Muhammad Taki Khan Bafki, i va expulsar a la família i fidels del governador (1828). Husayn Ali Mirza Shudja al-Saltana, que s'havia revoltat al Kirman, fou nomenat governador del Kirman i de Yazd i fou enviat a aquesta per restablir l'orde. Va assetjar la ciutat però no la va poder ocupar i va tornar al Kirman. El 1830 va retornar a Yazd sense autorització del govern central i aquest va enviar a Abbas Mirza per restablir l'orde, cosa que va aconseguir i va seguir cap a Kirman; després de ser cridats a Teheran, Abd al-Rida Khan i Shafi Khan de Rawar (que s'havia revoltat al Kirman) van unir les seves forces i van reprendre la rebel·lió però foren derrotats i fets presoners per les tropes del govern. Abd al-Rida fou enviat a Teheran i el govern el va entragar a la família de Muhammad Wali Mirza que el va matar en revenja per l'expulsió de la família de Yazd.
Després de la mort de Muhammad Shah el 1834, Yazd es va tornar a revoltar, però es va sotmetre quan va pujar Nasir al-Din Shah al tron. Sota el xa Nasir al-Din Shah hi va haver 24 governador a Yazd, entre els quals el més destacat fou Muhammad Khan Wali que va exercir dues vegades (1863-1870 i 1876-1880). El 1840 Agha Khan Mahallati, cap dels ismaïlites, va dirigir una revolta a Kirman i a Yazd. El 1848 es van revoltar els babis.
El 1890 la ciutat es va revoltar per l'afer del tabac i el 1899 per la concessió de l'administració de les duanes a Bèlgica, i altre cop contra les taxes tarifàries el 1903. Posteriorment va començar la modernització Van augmentar les escoles i la premsa. El moviment constitucional hi va tenir fort suport. Per la llei electoral van correspondre a Yazd dos diputats i alguns dels electes van tenir un paper destacat al Parlament.

### Època moderna
Mentre es va mantenir l'aïllament va conservar les peculiaritats locals però a la segona meitat del segle XX amb la construcció de noves carreteres aquest particularisme s'ha perdut en gran part.

## Llocs interessants
- Casa Arab-ha

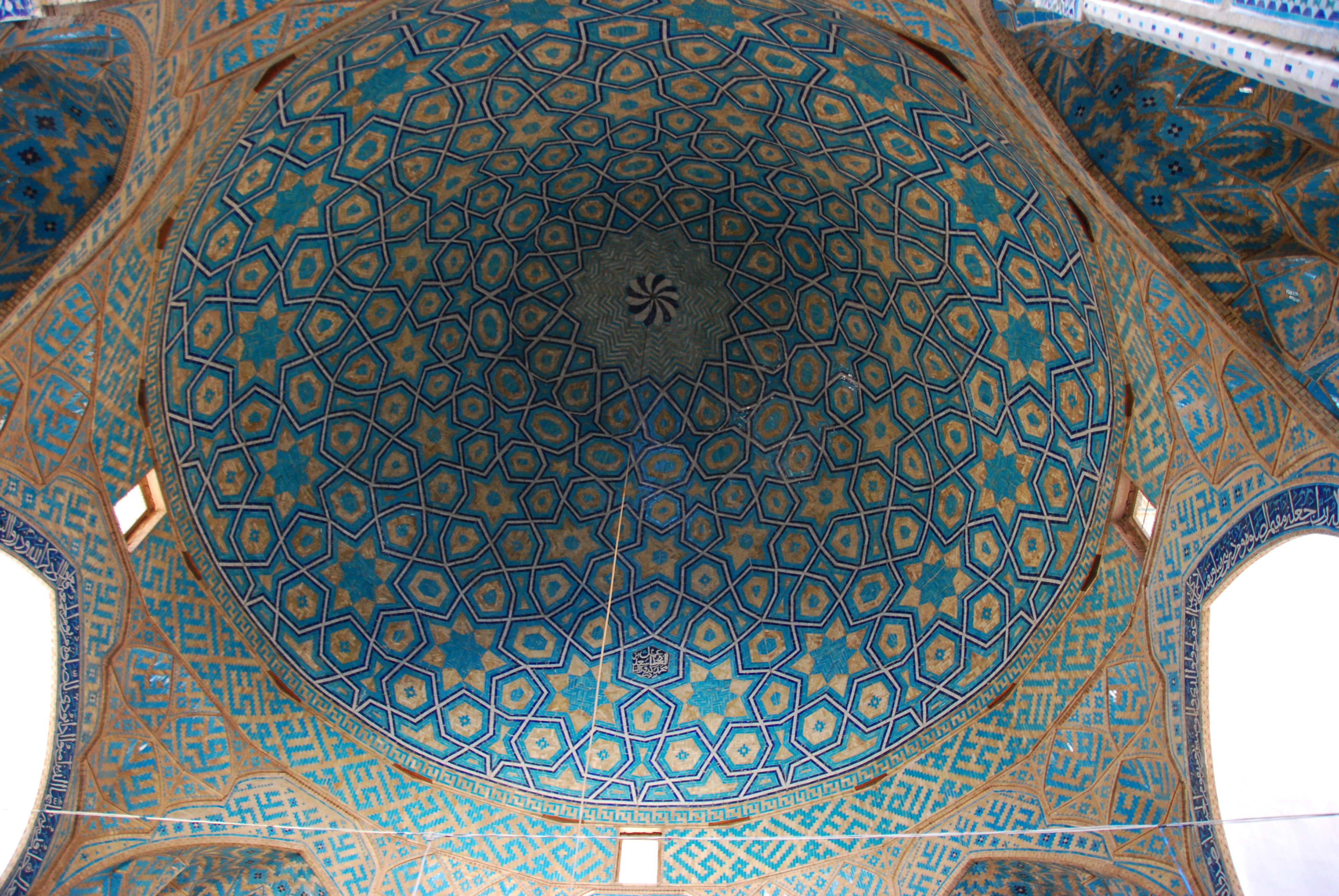
Interior de la cúpula de la mesquita Jame

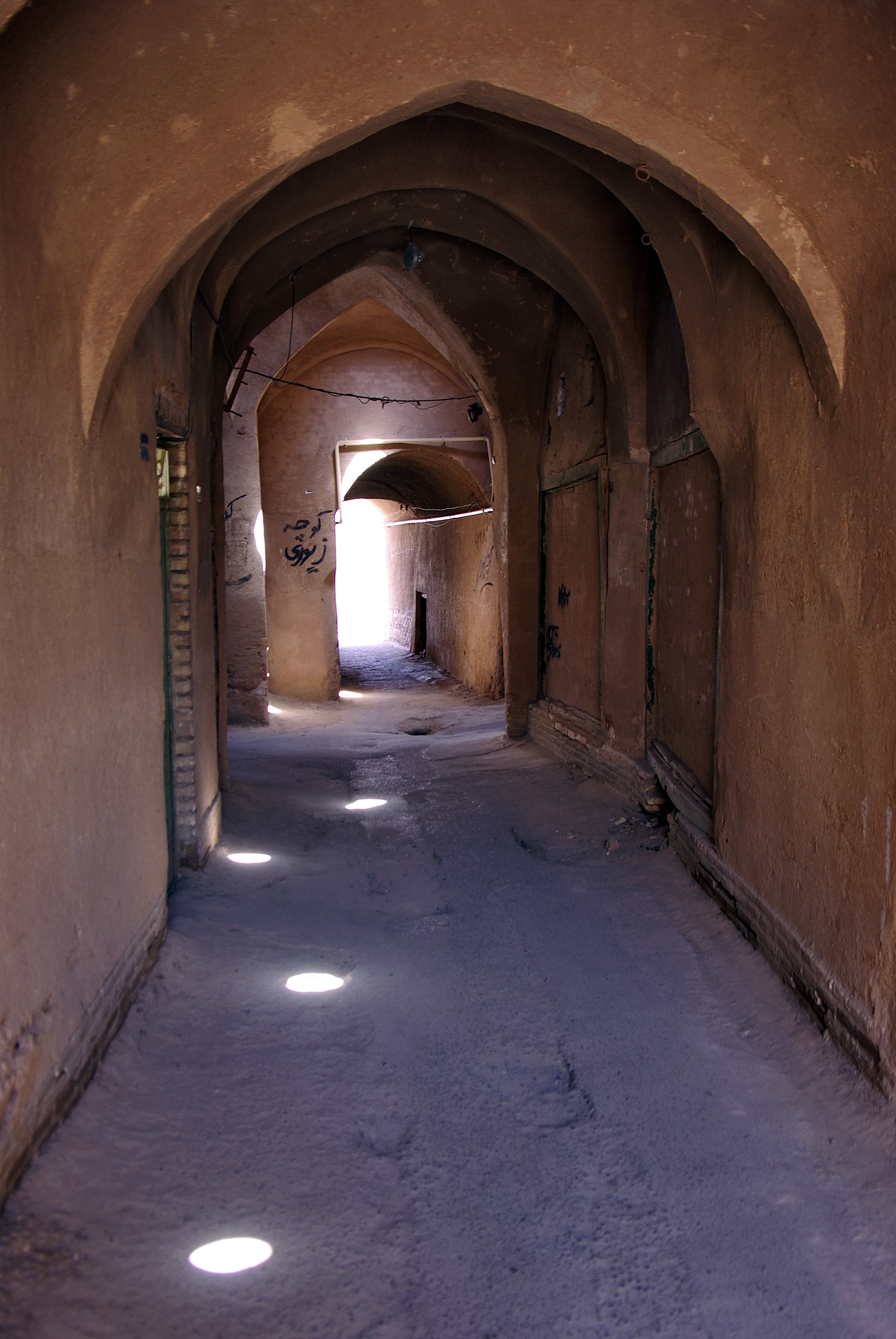

- Casa Malek-altojjar o Malak-al Tojjar
- Casa Lari-ha
- Casa Rasoulian
- Casa Mortaz
- Gran mesquita
- Mesquita Mullah Ismall
- Mesquita Rig
- Mesquita del Fort
- Mesquita Shah Tahmasb
- Khan Bazaar, mercat
- Zargari Bazzar, mercat
- Mausoleu de Sahl Ibn Ali
- Mausoleu de Sheikh Ahmad Fahadan
- Mausoleu de Seyed Rokn-al din
- Mausoleu de Seyed Shams-al din
- Reserva d'aigua de Masoudi
- Reserva d'aigua Hajj Yusef
- Escola Iran Shahr
- Escola Ziaiah
- Fortificacions de Yazd

## Personatges
- Mohammad Khatami, ex president de l'Iran
- Mohammad Reza Aref, vici-president de l'Iran (2001-2005).
- Moixé Qatsav, ex president d'Israel.
- Sayyid Diya al-Din Tabatabai, primer ministre de l'Iran del 21 de febrer al 4 de juny de 1921.

## Agermanaments
- Jászberény, Hongria
- Jakarta, Indonèsia
- Homs, Síria
- Governació Central, Bahrain

## Galeria d'imatges

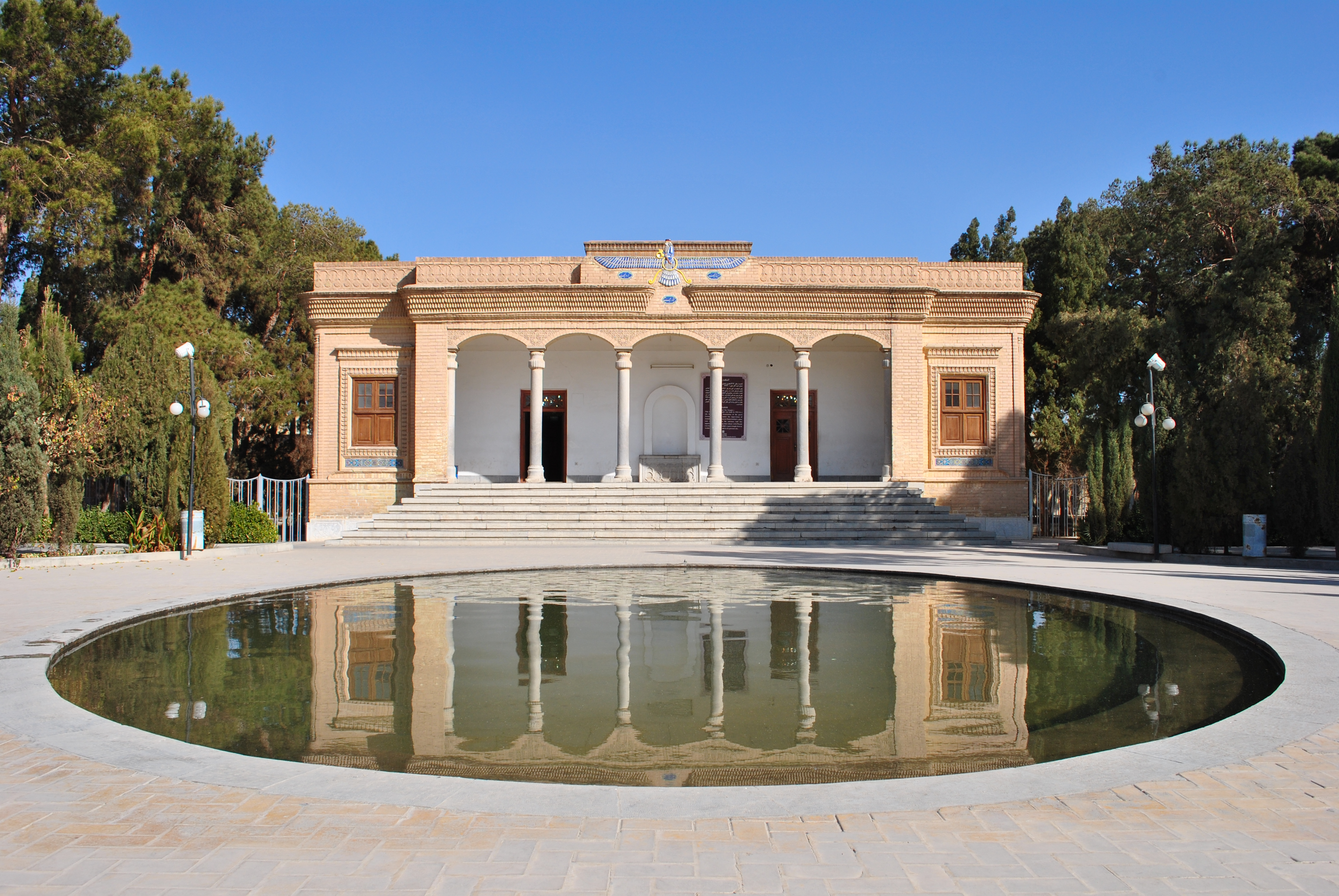
Temple zoroastrià del foc
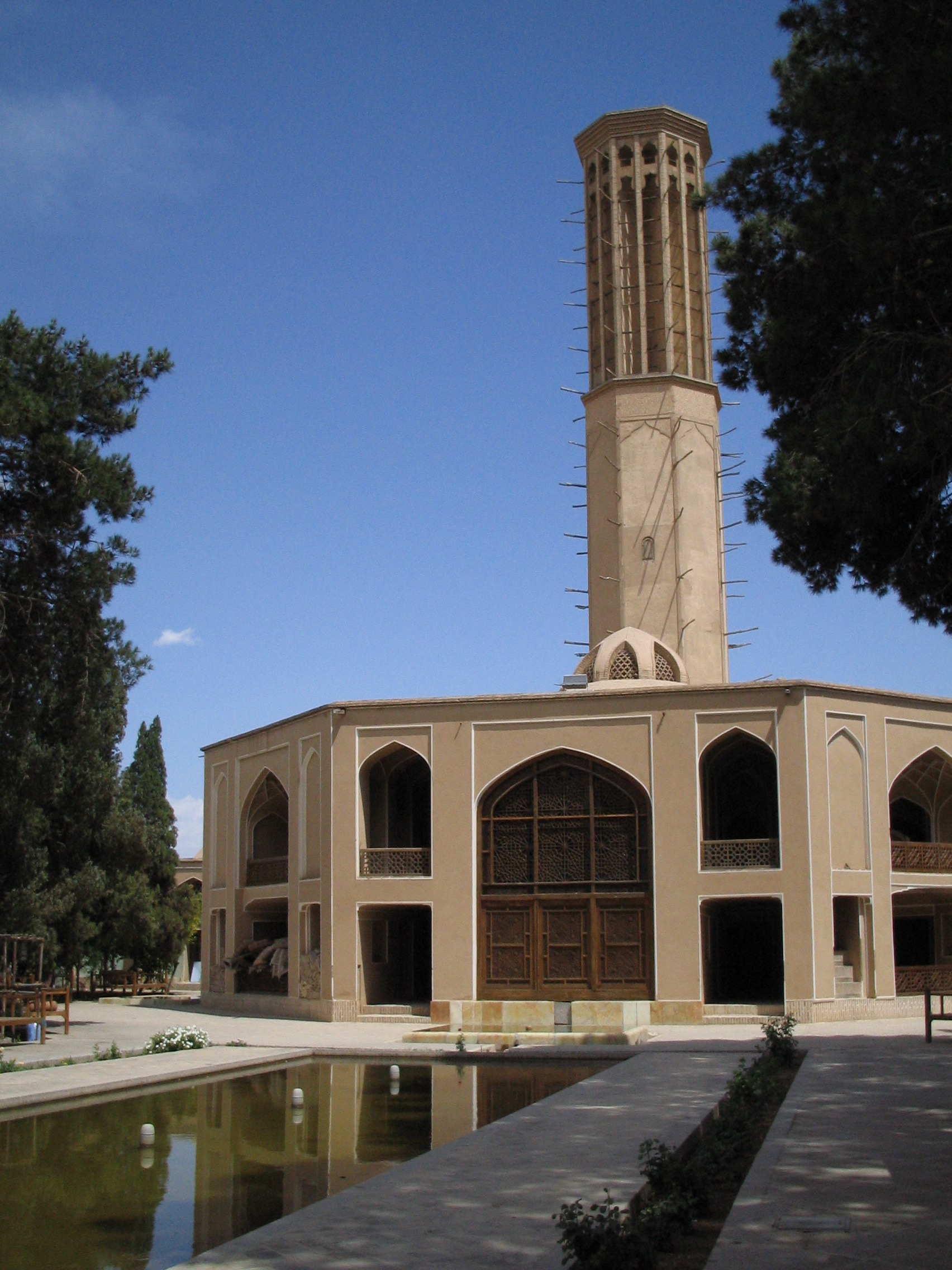
Torre de "Dowlat-abad" a Yazd.
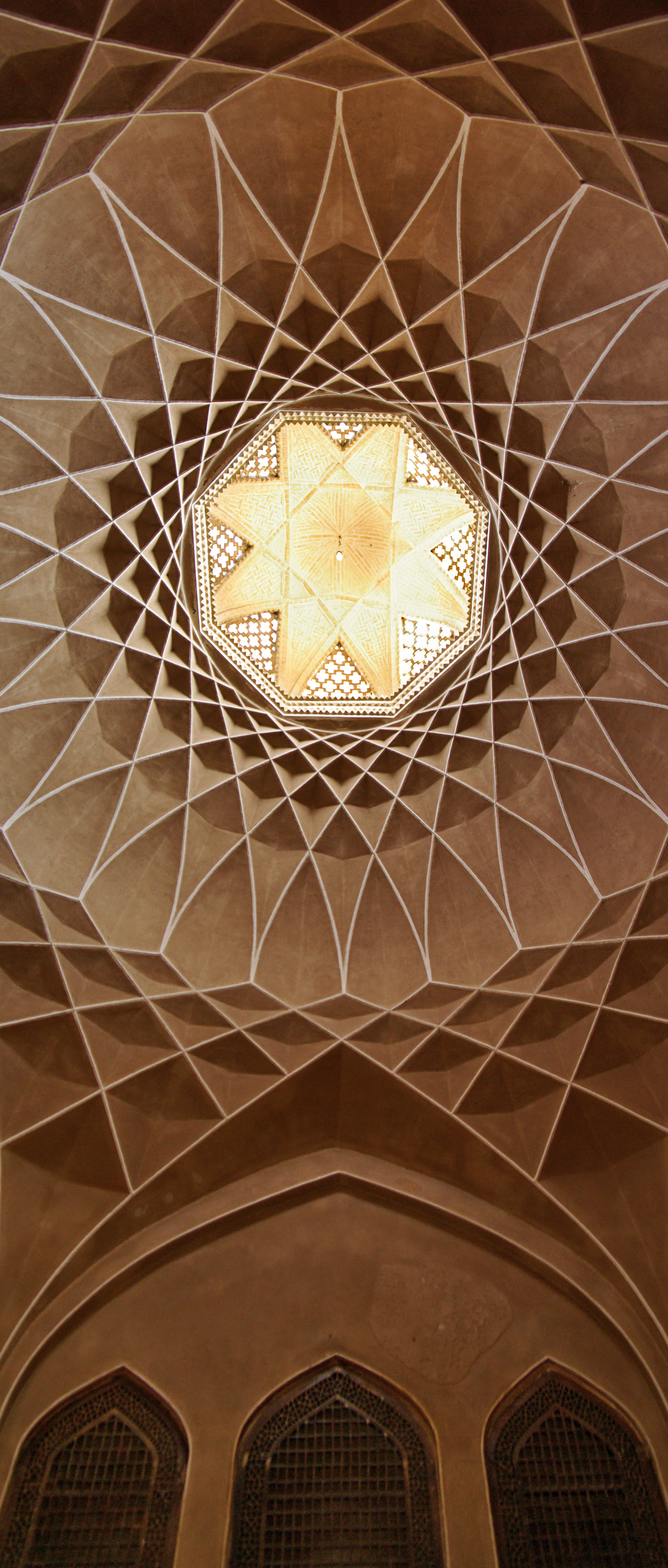
Decoració interior de la torre
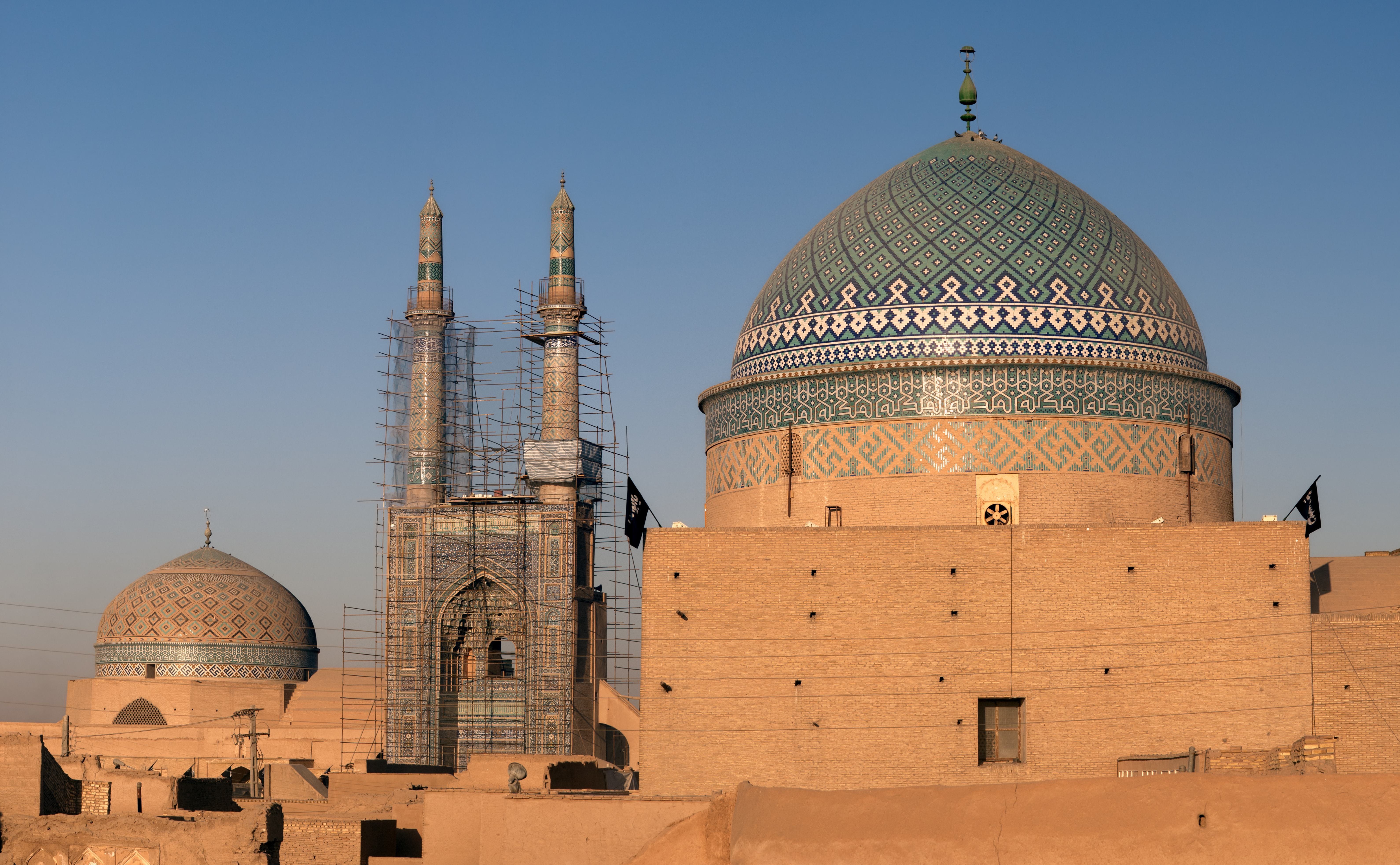
Mesquita Jamed Kabir (esquerra) i Mausoleu Roknedin (dreta), Yazd.
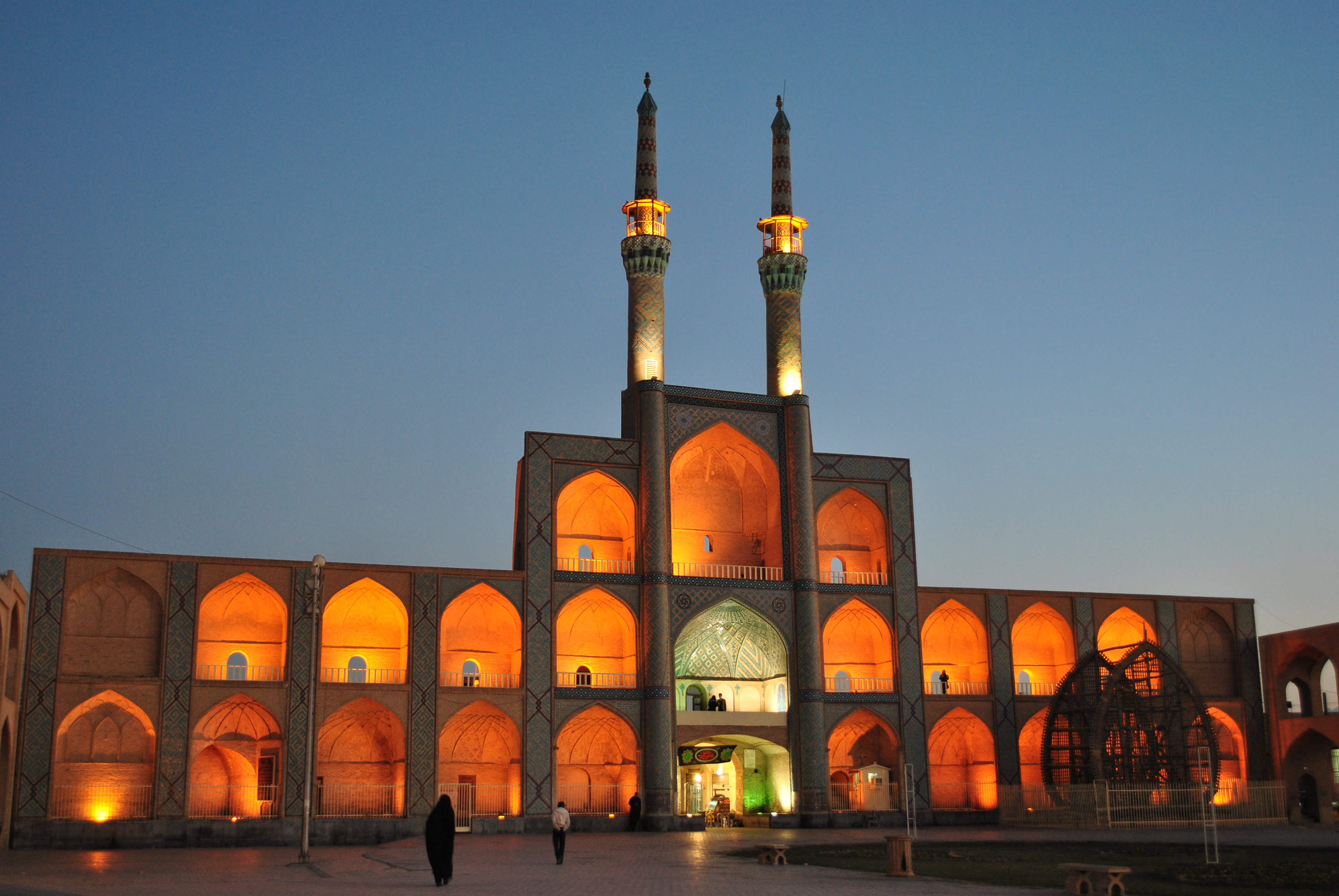
Mesquita medieval Takyeh Amir Chakhmagh
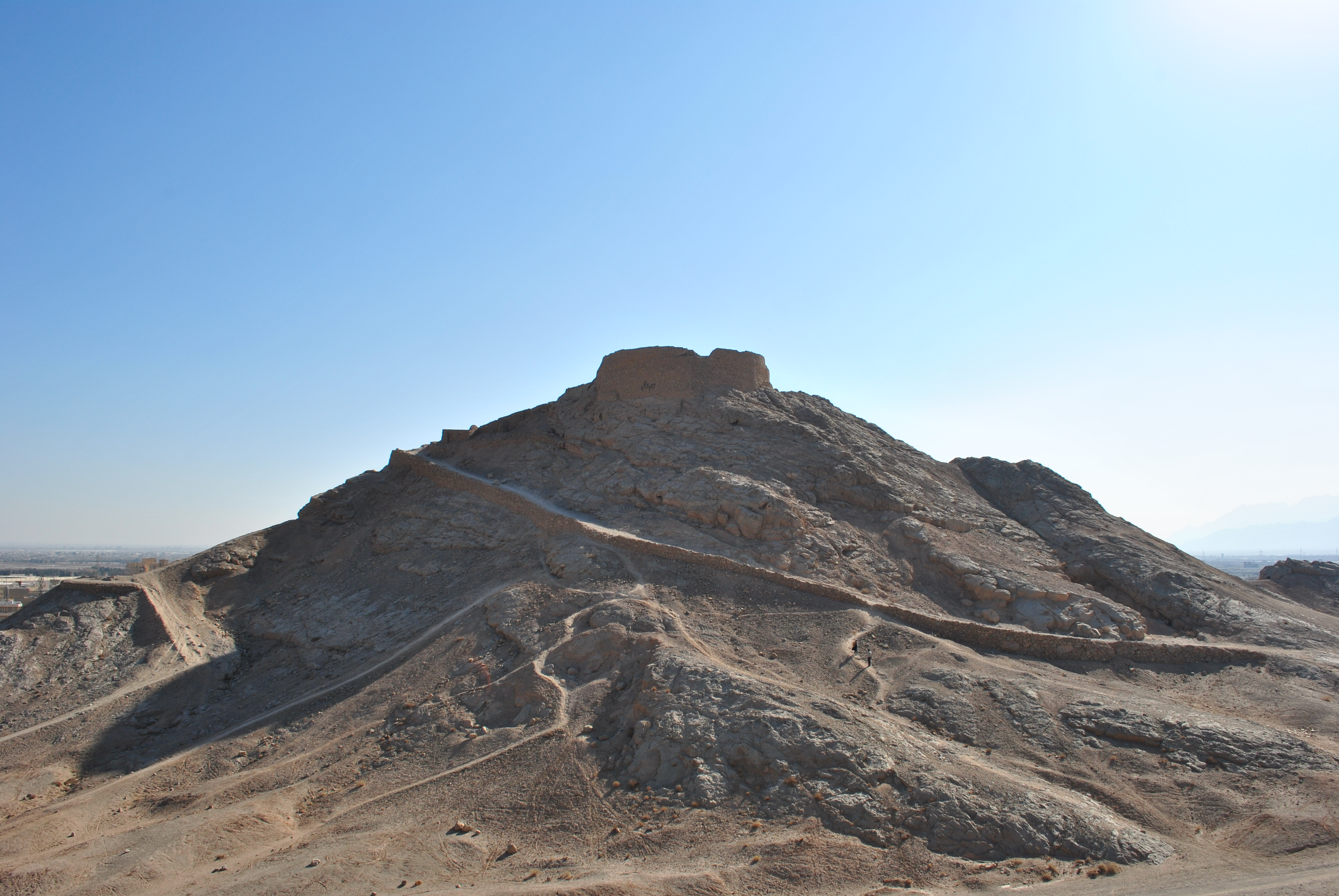
Torre del Silencia (zoroastriana)
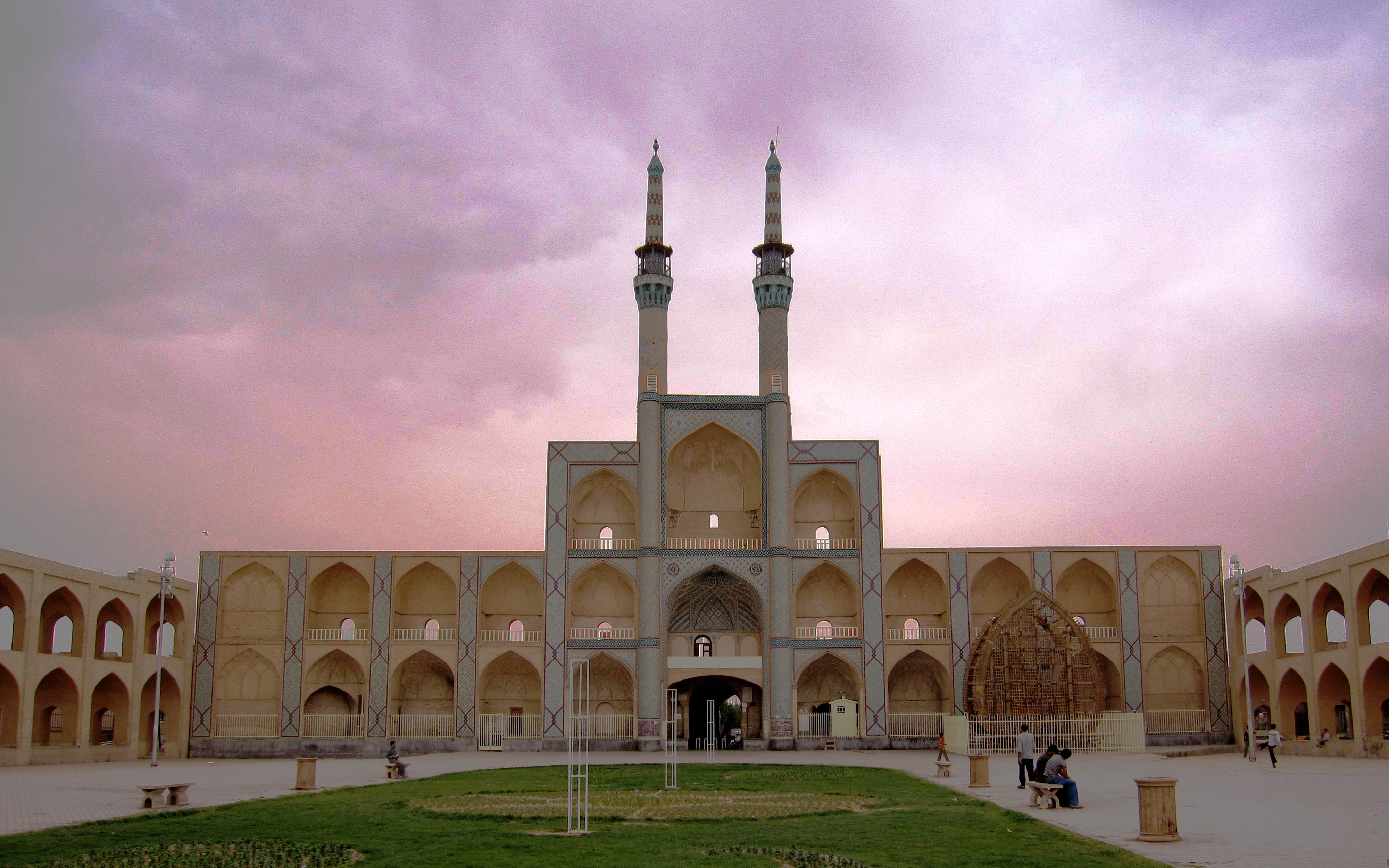
Mesquita Amir Chakhmaq i plaça
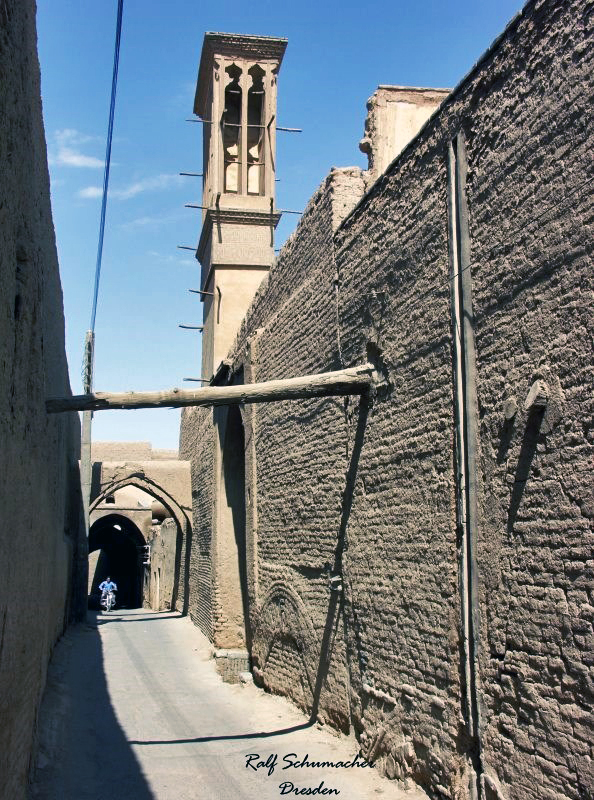
Ciutat Vella
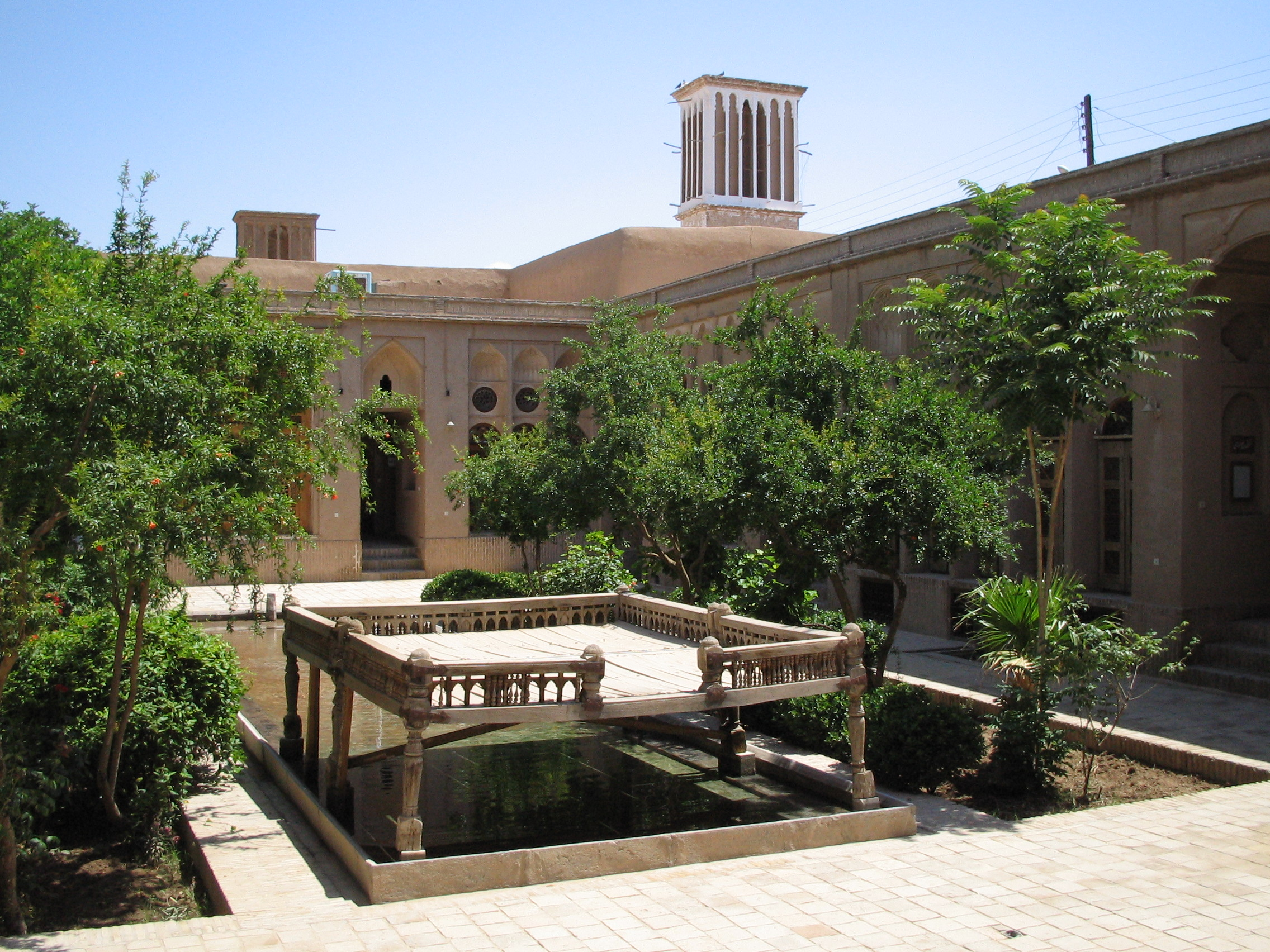
Pati a Khaneh Lari, Yazd
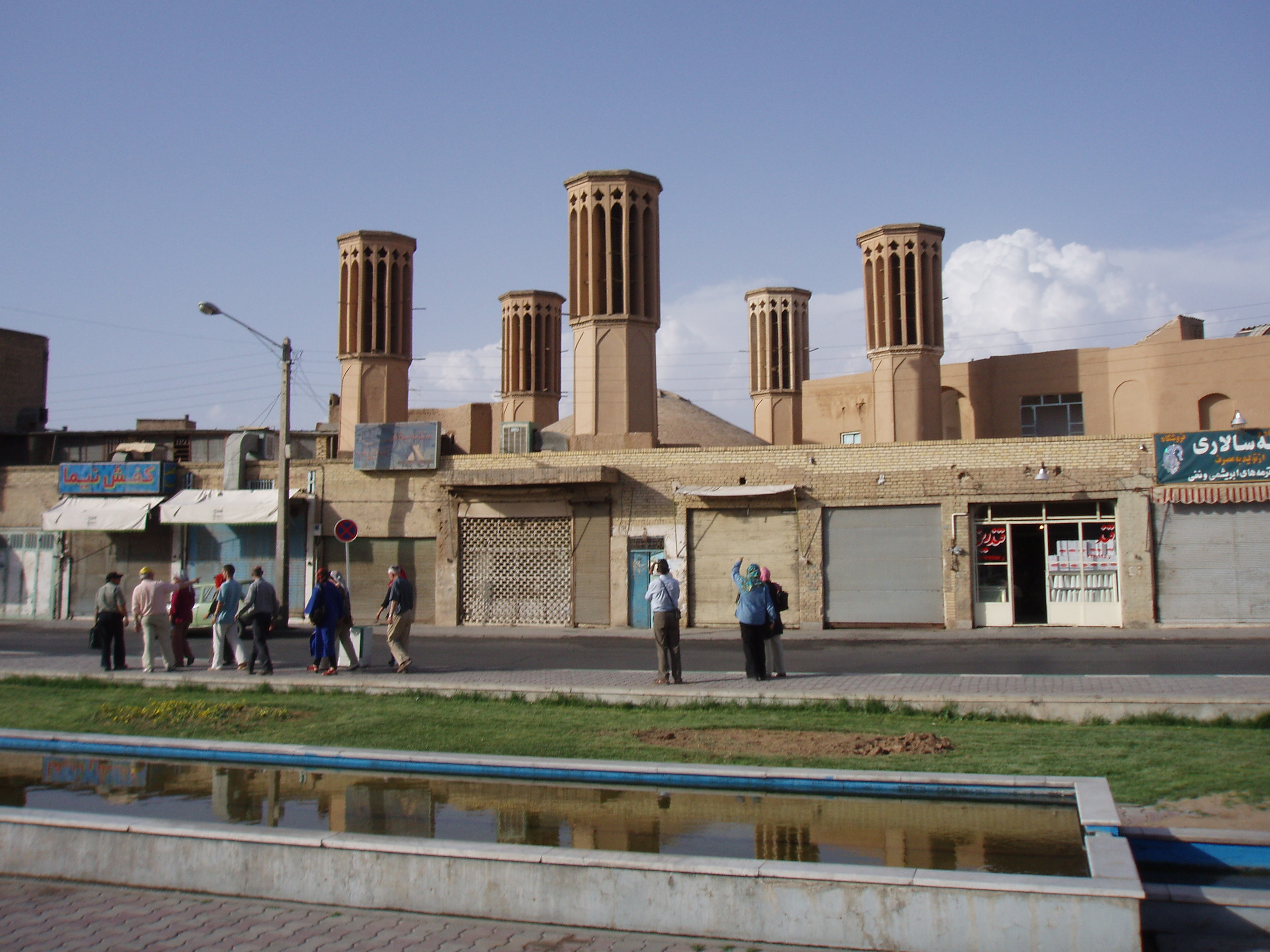
Torres
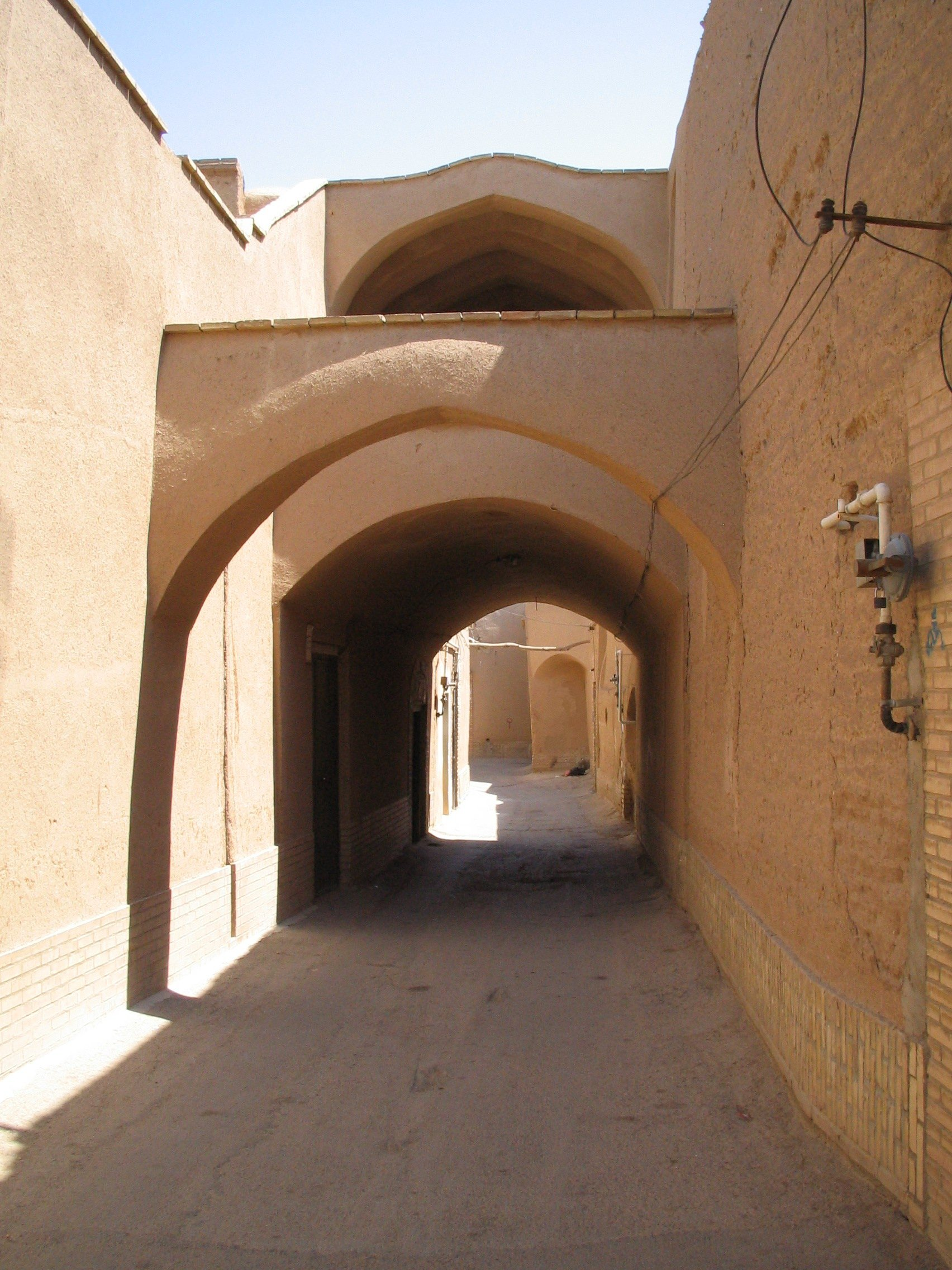
carrer amb arcades
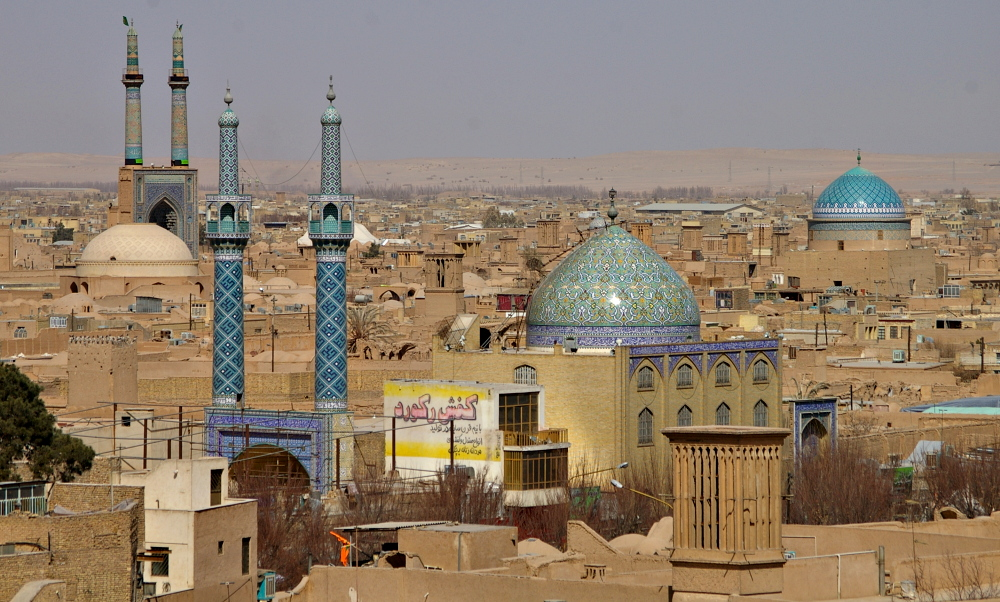
Panorama de Yazd
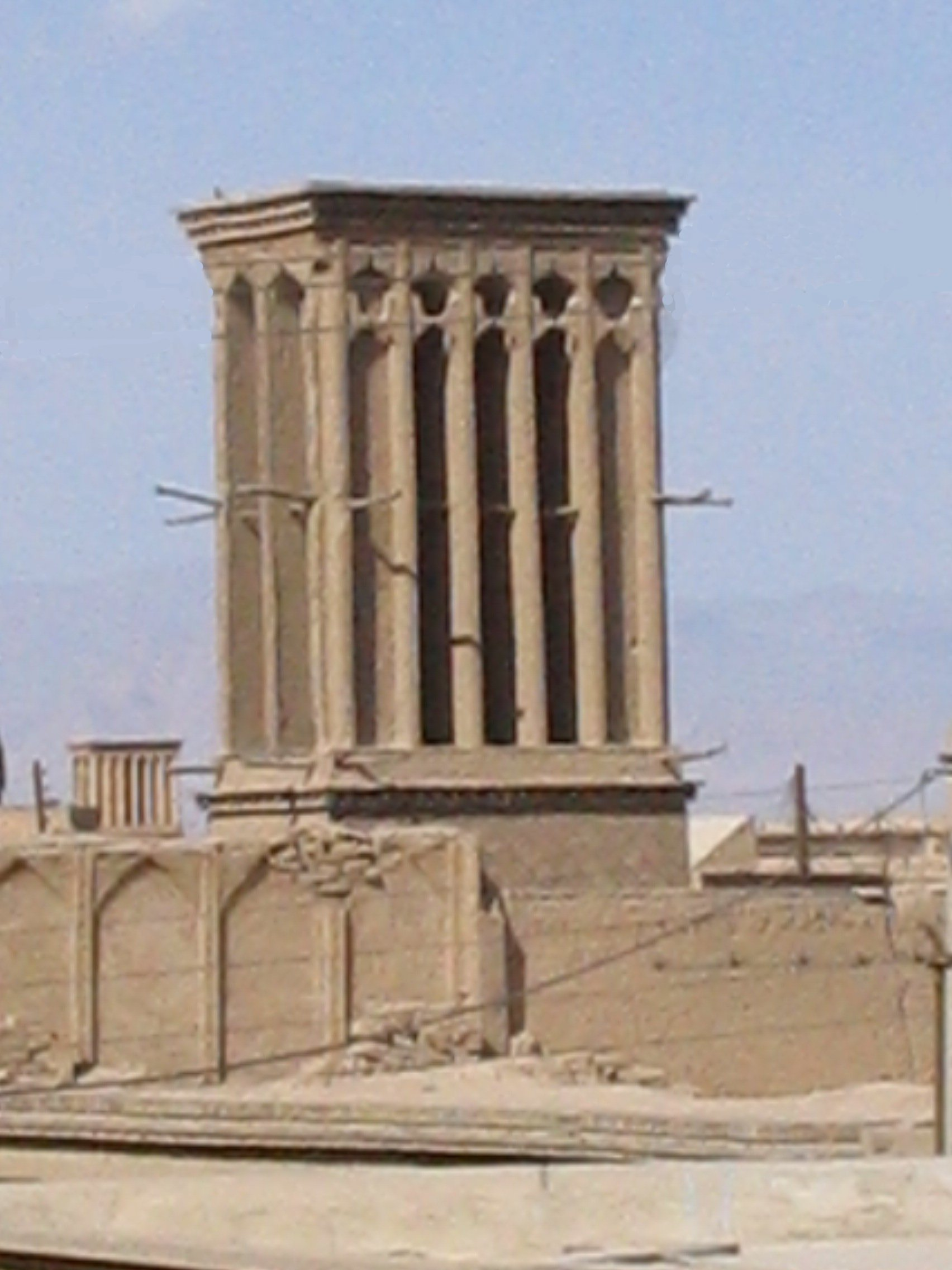
Edifici del vent
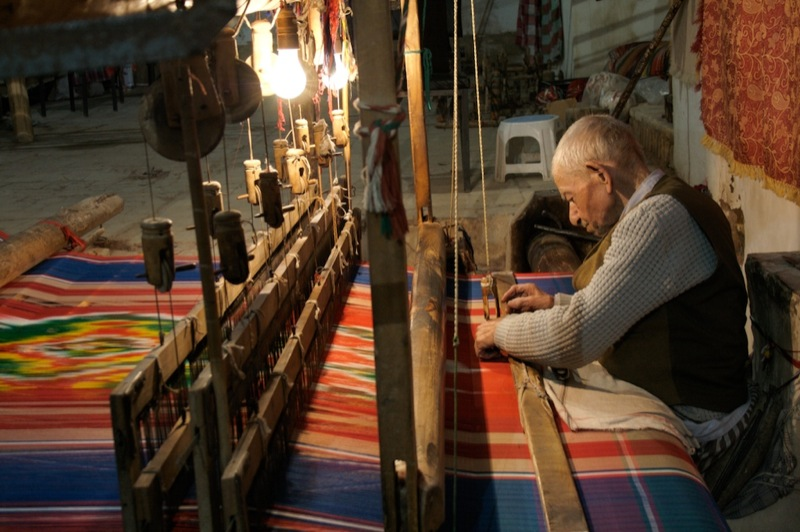
teixidor